# Muối tắm

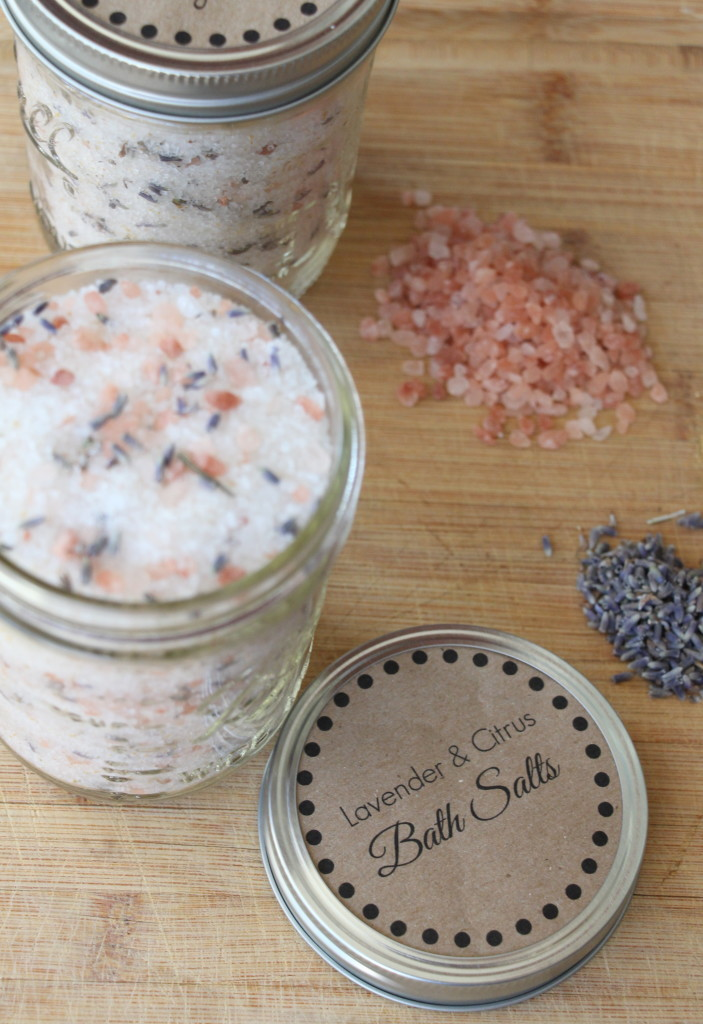
Muối tắm vị hoa oải hương

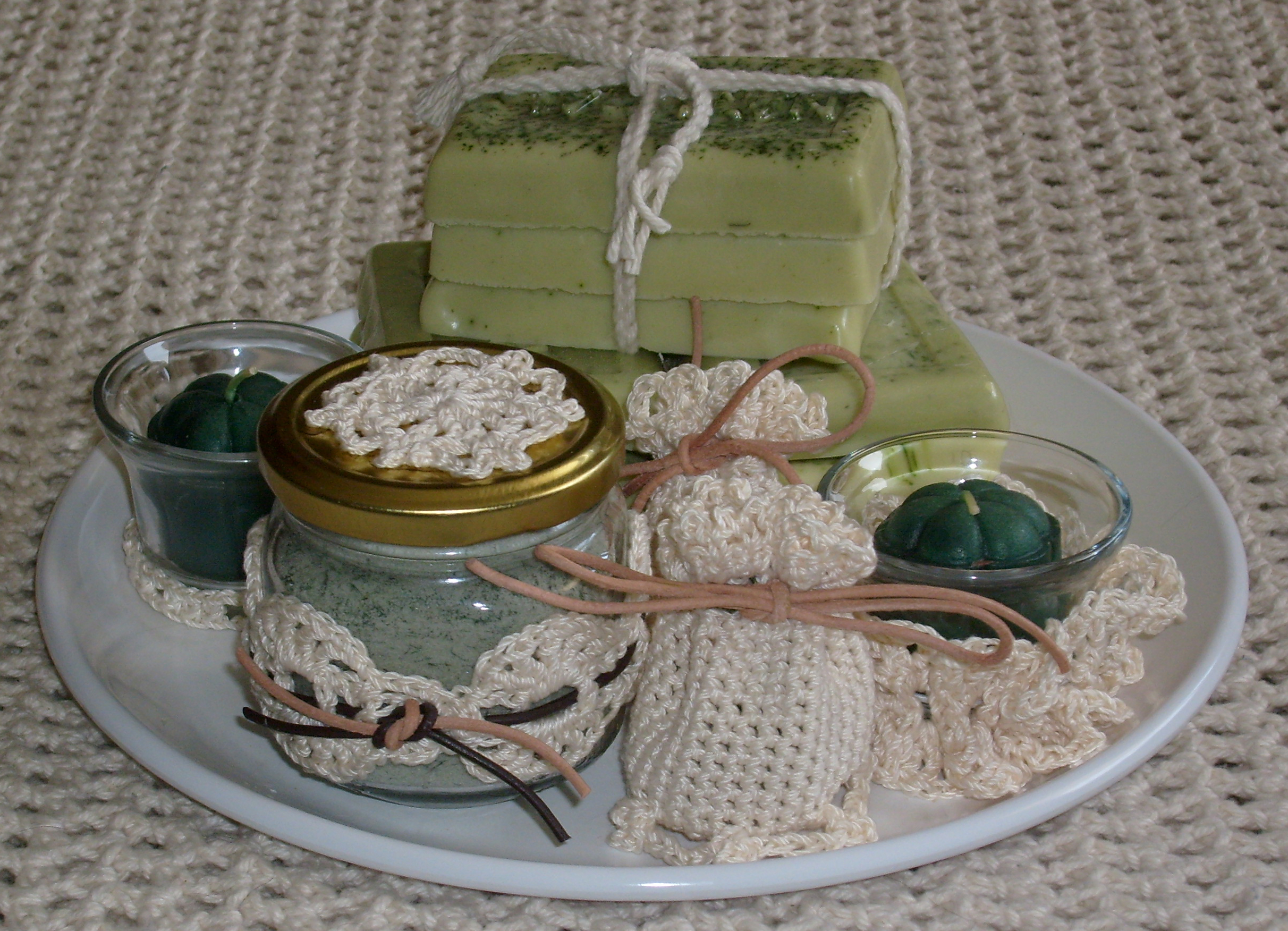
Muối tắm và các sản phẩm tắm gội khác

Muối tắm (Bath salts) là khoáng chất tan trong nước được nghiền thành bột khi sử dụng cho thêm vào nước để tắm, những loại muối này cải thiện khả năng làm sạch, tăng thêm sự thư thái khi tắm và đóng vai trò là chất dẫn xuất cho các tác nhân mỹ phẩm. Muối tắm đã được điều chế để mô phỏng các đặc tính của bồn tắm khoáng tự nhiên hoặc suối nước nóng. Một số loại muối tắm có chứa glycerine nên sản phẩm sẽ hoạt động như một chất làm mềm, chất giữ ẩm hoặc chất bôi trơn. Muối tắm đã được áp dụng để làm sạch và ngăn ngừa các bệnh về da hiệu quả. Hương liệu và màu sắc thường được thêm vào muối tắm, hương liệu được sử dụng để tăng thêm sự thích thú cho người dùng khi tắm. Muối tắm chứa nhiều chất chống oxy hóa, kháng khuẩn và chống viêm, giúp làm lành làn da bị thâm mụn và duy trì sự khỏe mạnh, mịn màng của làn da. 
Thành phần của muối tắm thường được giữ nguyên tính chất tinh khiết của muối tự nhiên hoặc được kết hợp với các dưỡng chất khác tùy thuộc vào mục đích sử dụng như muối tắm trắng, muối tắm trị viêm nang lông, muối tắm cho em bé, nhiều loại muối tắm hiện nay còn được bổ sung chiết xuất từ tinh dầu thực vật như thảo dược, ô liu, lô hội, hoa oải hương, trà xanh, tràm trà, có tác dụng kháng viêm, kháng khuẩn và chống oxy hóa khá hiệu quả cho da. Muối tắm không chỉ có tác dụng làm sạch thông mà còn có thể đào thải độc tố. Thông qua quá trình thẩm thấu, muối tắm loại bỏ các ion âm và hút các ion dương vào cơ thể, mang lại trạng thái hài hòa. Ngâm muối tắm còn được xem là một phương pháp trị liệu chữa trị viêm khớp, đau khớp, đau cơ do giảm co thắt, làm dịu các khớp bị đau, do hàm lượng canxi trong muối tắm cao. Lạm dụng muối tắm có thể khiến da bị tổn thương và tránh chà xát mạnh tay.